# Duttaphrynus kotagamai
Espèce
Synonymes
- Bufo kotagamai Fernando  & Dayawansa, 1994

Statut de conservation UICN

 EN B1ab(iii)+2ab(iii) : En danger
Duttaphrynus kotagamai est une espèce d'amphibiens de la famille des Bufonidae.

## Répartition
Cette espèce est endémique du Sud-Ouest du Sri Lanka. Elle se rencontre entre 150 et 1 070 m d'altitude dans le massif Central et les monts Rakwana.

## Étymologie
Cette espèce est nommée en l'honneur en l'honneur de Sarath W. Kotagama.

## Publication originale
- Fernando, Dayawansa & Siriwardhane, 1994 : Bufo kotagamai, a new toad (Bufonidae) from Sri Lanka. Journal of South Asian Natural History, vol. 1, no 1, p. 119-124 (texte intégral).